# Agustín Torres Valderrama
Agustín de Torres Valderrama (Màlaga, 22 de novembre de 1811 - 24 d'octubre de 1881) va ser un polític espanyol, diputat i senador a Corts i governador civil.
Llicenciat en jurisprudència, fou president de la Diputació d'Ourense el 1851 i secretari del govern civil de la Corunya. Fou governador civil de la província de Barcelona el 1857 i 1858 president de la Diputació (1858). També va ser governador civil de les províncies de Sevilla (1858), Guadalajara (1866) i Badajoz (1867). Va ser elegit diputat pel districte de Bande a les eleccions a Corts de 1863 i 1864 i pel de Xinzo de Limia a les de 1867. De 1866 a 1868 fou membre del Consell d'Estat d'Espanya, que també ho tornaria a ser el 1875, així com intendent de les Filipines. Durant la restauració borbònica fou senador per la província d'Ourense de 1867 a 1881.